# Bombardování Bělehradu (1914)
Bombardování Bělehradu v roce 1914 bylo vůbec prvním vojenským střetnutím mezi Srbskem a Rakousko-Uherskem v rámci první světové války. Ostřelování hlavního srbského města zahájilo rakousko-uherské dělostřelectvo a říční flotila hodinu před půlnocí 28. července 1914, jen několik hodin poté, co došlo k oficiálnímu vyhlášení války. Bombardování Bělehradu skončilo s obsazením města rakousko-uherskou armádou v prosinci 1914.

## Průběh
Pro Rakousko-Uhersko bylo hlavní město Srbska více než snadným cílem, neboť se nacházelo přímo na jeho hranici, kterou tvořily řeky Dunaj a Sáva. Do bombardování se zapojilo rakousko-uherské dělostřelectvo na levém břehu řeky Sávy u Zemunu, v blízkosti dnešních obcí Ovča a Borča severně od centra města a z Bežanijské kosy, a několik říčních monitorů, které zaujaly pozice na Dunaji blízko centra města a místní části Dorćol, nedaleko od bělehradského přístavu. Bombardování bylo započato dne 28. července 1914 okolo 23:00.
V půl druhé ráno následujícího dne byl stržen Starý železniční most, který zajišťoval spojení mezi srbskou metropolí a rakousko-uherským městem Zemun.

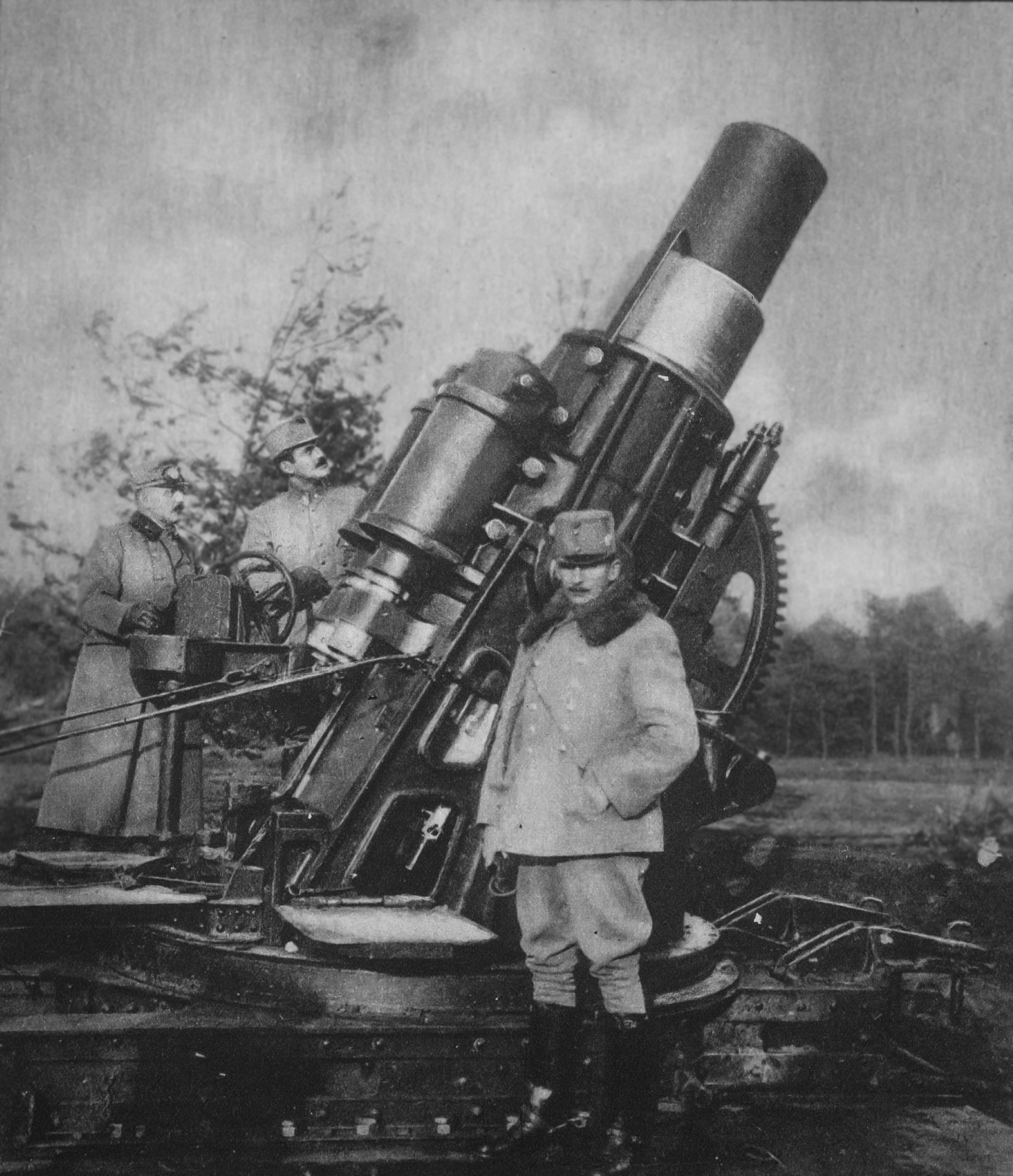
305 mm moždíř užívaný Rakušany k ostřelování města

Bombardování mělo jednak strategický cíl (tj. usnadnit následným okupačním vojskům obsazení města), stejně jako cíl psychologický. Většina srbských vojenských plánů však počítala s tím, že město nebude možné v případě útoku Rakousko-Uherska ubránit.[zdroj?] Obyvatelstvo začalo po vypuknutí války a bombardování města v panice Bělehrad opouštět. Velká část lidí odešla do okolních měst nebo těch částí metropole, které nebyly na dostřel rakousko-uherské armády (jako např. Čubura nebo Topčider). Jen do 2. srpna 1914 bylo na město vypáleno na 1 500 dělostřeleckých granátů.
V létě 1914 a na podzim město nebránila srbská armáda, nýbrž jen policie a četnictvo. Proti dělostřelectvu, které bylo okolo města rozmístěno, navíc nemělo město odpovídající prostředky obrany a ti obyvatelé Bělehradu, kteří neodešli, se tak ukrývali většinou ve sklepích. Proti ostřelování z lodí neměla navíc srbská armáda, i kdyby byla přítomna, odpovídající prostředky.
Ihned po zahájení konfliktu se vedení státu přesunulo do Niše na jihu země. Vrchní velení srbské armády bylo přemístěno do frontě bližšího Kragujevace.

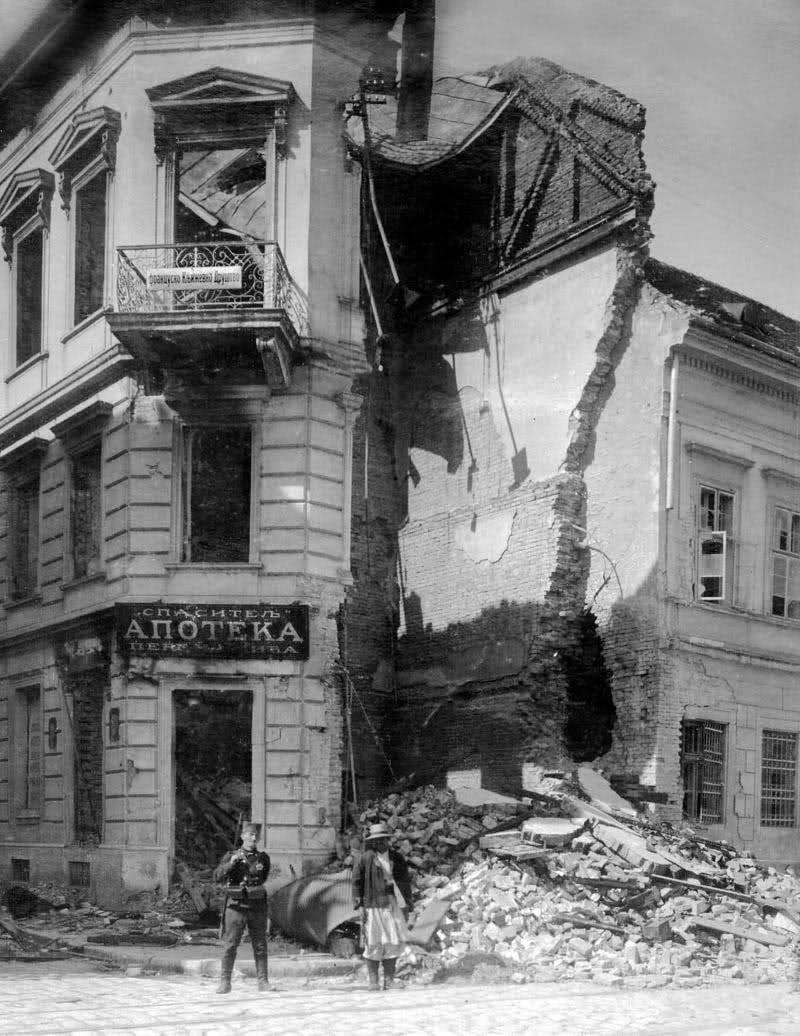
Dům poničený při bombardování.

Bombardování poškodilo řadu objektů, mezi které patřila např. katedrála sv. Michaela, Akademie věd, několik škol, státní tiskárna, budova velvyslanectví Velké Británie, rakousko-uherský konzulát, několik hotelů (Grand, Grčka kraljica, Bristol, Kragujevac a Srpska kruna), několik bank, továren a nespočet obytných domů. První civilní oběti si bombardování vyžádalo dne 4. srpna 1914. dne 9. srpna 1914 do Bělehradu přicestovali novináři, kteří o útocích přinesli zprávu tehdejším médiím.
Bombardování města velmi rychle ustalo poté, co se rakousko-uherská armáda rozhodla zaútočit na Srbsko ze západu. Během bitvy u Ceru však bylo město opětovně ve dnech 12. až 24. srpna 1914 ostřelováno, a to ve snaze přinutit srbské vojenské vedení posílit obranu Bělehradu a stáhnout tak vojska ze západní fronty, která se nacházela v regionu Mačvy. Během této doby bylo na Bělehrad vypáleno okolo 3 000 dělostřeleckých granátů. Na protest proti krutosti útoků zaslalo ministerstvo zahraničí USA nótu do Vídně, nicméně rakousko-uherská strana na ni nikterak neodpověděla.[zdroj?]
Až do podzimu 1914 ostřelovaly rakousko-uherské monitory sporadicky město, poté situaci změnilo zaminování toku Dunaje a přísun vojenské pomoci z Ruska a Francie. Srbská armáda obsadila v září Zemun a přístav rakousko-uherské říční flotily, což donutilo rakousko-uherské dunajské loďstvo stáhnout se na čas do Petrovaradína.
Bělehrad byl bombardován také v listopadu 1914. Vzhledem k úspěšnému postupu rakousko-uherské armády v západním Srbsku se generální štáb srbské armády zabýval myšlenkou, že město přenechá nepříteli bez boje, čímž by byla zkrácena fronta. Na začátku prosince se armáda stáhla a dne 2. prosince 1914 Bělehrad obsadili Rakušané.